# مارتا سافيتش
مارتا سافيتش (بالصربية: Марта Савић)‏ هي مغنية صربية، ولدت في 7 مايو 1966 في Vranjak, Modriča ‏ في البوسنة والهرسك.

## وصلات خارجية
- الموقع الرسمي
- مارتا سافيتش على موقع ميوزك برينز (الإنجليزية)
- مارتا سافيتش على موقع ديسكوغز (الإنجليزية)